# La Taule (film, 1964)
Pour le film français, voir La Taule (film, 2000).
Pour plus de détails, voir Fiche technique et Distribution.
La Taule (The Brig), une docufiction, est un film américain de Jonas Mekas, sorti en 1965 en France et en 1964 aux États-Unis. 

## Synopsis
Centre d'entrainement de Camp Fuji, au Japon, 7 mars 1957, 4h30 du matin. Dans les locaux disciplinaires, le réveil des prisonniers est brutal. Vient en effet de retentir le premier des hurlements qui vont scander cette journée ordinaire faite de longues heures d'ordres braillés, d'injures proférées, d'humiliations toujours renouvelées. Le Marine qui a fauté n'est plus un homme, c'est une marionnette humaine grotesque dont des gardes sadiques tirent les ficelles et qui pour toute réponse n'a droit qu'à deux mots : "Yes, Sir!"

## Fiche technique
- Titre : La Taule
- Titre original : The Brig
- Réalisation : Jonas Mekas
- Scénario : Kenneth H. Brown, d'après sa pièce The Brig off Broadway mise en scène par Judith Malina et décorée par Julian Beck
- Directeur de la photographie : Jonas Mekas
- Montage : Adolfas Mekas
- Collaborateurs divers : Louis Brigante, Ed Emshviller, Barbara Stone, Storm de Hirsch
- Producteur : David C. Stone
- Assistant de production : Pierre Cottrell
- Société de production : White Line Productions
- Budget : 1200 dollars
- Société de distribution : Film-Makers'Cooperative
- caméras : Auricon
- Pays de production : États-Unis
- Langue : anglais
- Format : Noir et blanc - 1,37:1 - Mono - 16 mm - gonflé en 35 mm
- Genre : Drame
- Durée : 68 minutes
- Tournage : en octobre 1963 au Living Theater de New York
- Copyright by White Line 1964
- Dates de sortie :
  - États-Unis : 20 septembre 1964
  - France : 6 octobre 1965

## Distribution
- Warren Finnerty : un gardien
- Jim Anderson : un gardien
- Henry Howard : un prisonnier
- Tom Lillard : un prisonnier
- Jim Tiroff : un prisonnier
- Steven Ben Israel : un prisonnier
- Gene Lipton : un prisonnier
- Rufus Collins : un prisonnier
- Michael Elias : un prisonnier
- William Shari : un prisonnier
- Viktor Allen : un prisonnier
- George Bartenieff : un prisonnier
- Gene Gordon : un prisonnier
- Mark Duffy : un prisonnier
- Henry Proach : un prisonnier
- Carl Einhorn : un porteur de civière
- Luke Theodore : un porteur de civière

## Autour du film
Le film a été tourné clandestinement de nuit au Living Theater à New York dans les décors et avec les acteurs de la pièce "The Brig", qui venait de s'arrêter.

## Distinctions
- 1964. Premier prix - section documentaire au Festival de Venise.
- 2017: Prix Best Rediscoveries de la Boston Society of Film Critics